# Zelomorpha
Zelomorpha is een geslacht van insecten uit de orde vliesvleugeligen (Hymenoptera) en de familie schildwespen (Braconidae).

## Soorten
- Z. annulifovea (Enderlein, 1920)
- Z. arizonensis Ashmead, 1900
- Z. concinna (Brulle, 1846)
- Z. confusa Gupta & Bhat, 1972
- Z. coxata (Holmgren, 1868)
- Z. curvinervis (Cameron, 1911)
- Z. dravida Bhat & Gupta, 1977
- Z. elegans (Brulle, 1846)
- Z. fascipennis (Cresson, 1865)
- Z. gregaria (Sarmiento & Sharkey, 2004)
- Z. guptai Kurhade & Nikam, 1994
- Z. malayensis Bhat & Gupta, 1977
- Z. melanostoma (Cameron, 1887)
- Z. nigriceps (Cameron, 1905)
- Z. nigricoxa (Enderlein, 1920)
- Z. parvarga Gupta & Bhat, 1972
- Z. punctator (Roman, 1913)
- Z. rufimana (Brulle, 1846)
- Z. similis (Szepligeti, 1908)
- Z. solomonensis Bhat & Gupta, 1977
- Z. tropicola (Szepligeti, 1908)
- Z. variegata (Szepligeti, 1908)
- Z. wesmaeli (Spinola, 1840)
- Z. xanthostigma (Szepligeti, 1902)